# Poesiomat
Poesiomat nebo Poeziomat (anglicky Poetry Jukebox) je zařízení reprodukující nahraný text (většinou poezii) s jednoduchým ovládacím zařízením. Lze jej chápat jako automat na čtený text (zvláštní formu jukeboxu na básně nebo stroje na básně), který oživuje okolní prostor poezií. Uživatel si může vybrat z dvaceti předvolených záznamů básní.

## Další informace
Poeziomat je obvykle pojat jako „socha“ vycházející z tradičních tvarů hlásných zařízení (hlásná trouba, megafon, gramofon atp.), čímž upozorňuje na svou hlavní funkci, kterou je reprodukce básní široké veřejnosti. Poeziomat by měl být odolný a konstrukčně jednoduchý. Tvořen je bytelným krytem, počítačem, zesilovačem a reproduktorovou soustavou, jejíž hlasitost lze v případě potřeby regulovat. Poeziomaty vymyslel Ondřej Kobza a jsou instalovány v České republice a v zahraničí.
První poeziomat na světě byl postaven v Praze-Vinohradech na náměstí Míru na jaře roku 2015.
K listopadu 2024 je na různých místech přes 50 poesiomatů.